# Luc-Julien-Joseph Casabianca
Luc-Julien-Joseph Casabianca (* 7. Februar 1762 in Vescovato, Korsika; † 1. August 1798 bei Abukir), auch Luce de Casabianca, war ein französischer Marineoffizier, zuletzt im Rang eines Chef de division.

## Leben
Luc-Julien-Joseph Casabianca wurde 1762 als Sohn von Pietro Francesco de Casabianca und Rose Casabianca in Vescovato auf der Insel Korsika geboren. Später trat er der französischen Marine bei und wurde im November 1781 zum Enseigne de vaisseau ernannt. Im März 1786 erfolgte die Beförderung zum Lieutenant de vaisseau.
Während Französischen Revolution wurde er ab September 1792 zum Vertreter Korsikas im Nationalkonvent. Er zählte zu den Jakobinern, galt aber als gemäßigt und sprach sich unter anderem dafür aus, Ludwig XVI. weiterhin in Haft zu halten und nicht zu köpfen.
Ab Januar 1793 als Capitaine de vaisseau, hatte er Anteil an der Reorganisation der französischen Marine. Während der Ägyptischen Expedition Napoleon Bonapartes bzw. des Mittelmeerfeldzug von 1798 kommandierte er als Chef de division (Kommodore) die Orient (118 Kanonen), das Flaggschiff von Vice-amiral François-Paul Brueys d’Aigalliers.
Casabianca starb durch die Explosion dieses Schiffes während der Seeschlacht bei Abukir, bei der der britische Admiral Horatio Nelson der französischen Flotte eine vernichtende Niederlage zufügte. In der Explosion kam auch sein 12-jähriger Sohn Giocante ums Leben, der gleichfalls auf dem Schiff Dienst tat.
Im Nachklang an die Schlacht schrieb die Britin Felicia Hemans das Gedicht Casabianca, das die Geschichte seines und des Todes seines Sohnes in der Seeschlacht von Abukir erzählt. Es beginnt mit den berühmten Zeilen The boy stood on the burning deck.

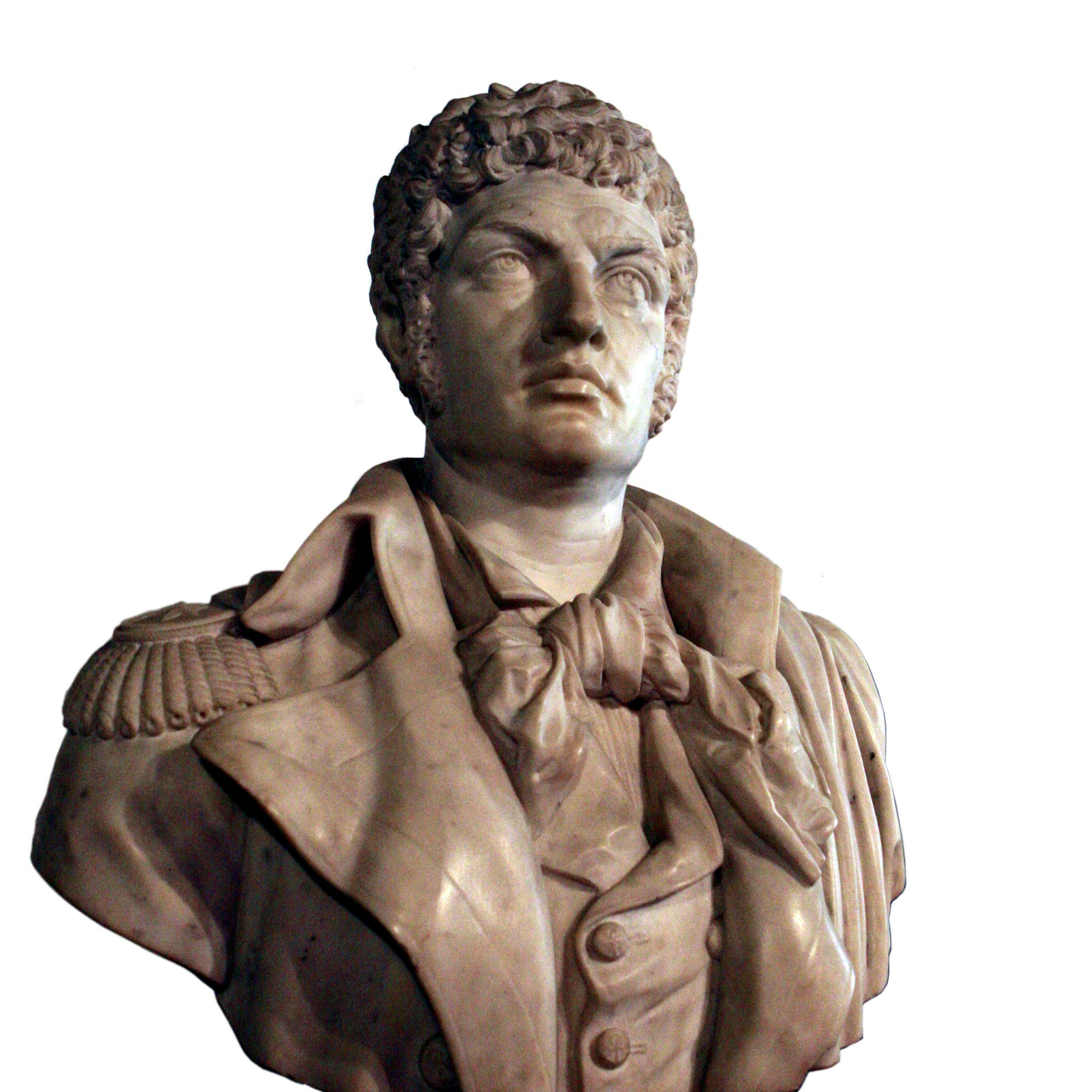
Büste von Luc-Julien-Joseph Casabianca
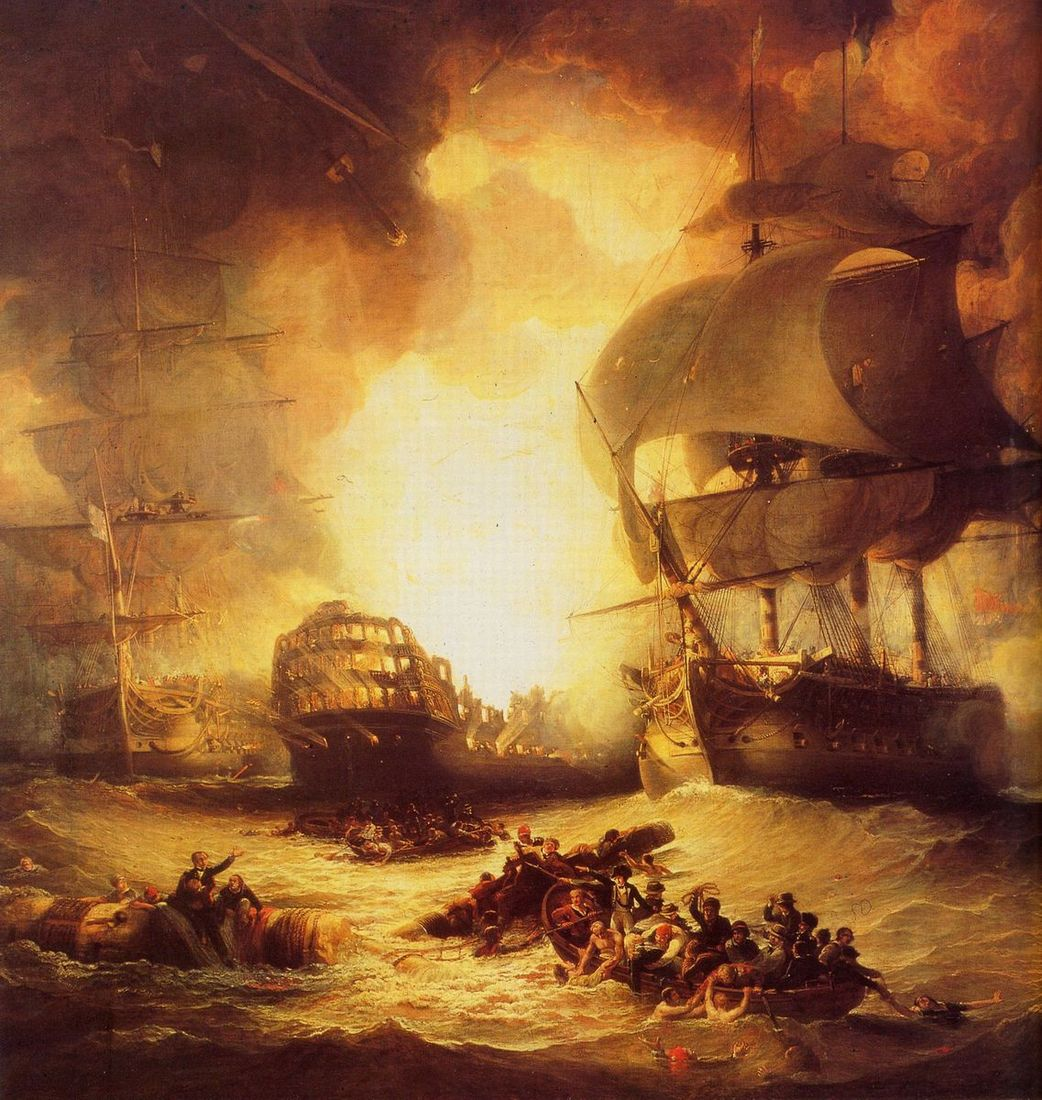
Die Orient explodiert in der Schlacht